# Stockbuch

Stockbucheintrag der Villa Andreae

Stockbücher waren im Herzogtum Nassau die Vorgänger der heutigen Grundbücher.

## Geschichte
Mit der zunehmenden Formalisierung des Zivilrechtes im 19. Jahrhundert entstanden in vielen Staaten Gesetze zur Einrichtung öffentlicher Register von Grundstücken und darauf lastenden Hypotheken wie der preußischen Hypotheken- und Konkursordnung von 14. April 1722. In Fürstentum Nassau-Usingen entstand so die Kontrakten- und Hypothekenordnung vom 21. März 1774, deren Wirksamkeit mit Edikt vom 4. Juni 1816 auf das ganze Herzogtum Nassau ausgedehnt wurde. Danach waren in jeder Gemeinde Lager- oder Stockbücher einzurichten. Verkäufe oder Belastungen von Grund und Boden waren durch die Landesoberschultheiße zu beurkunden und in diese Verzeichnisse einzutragen. Die Verwaltung der Register wurde von neu eingerichteten Feldgerichten vorgenommen, die in jeder Gemeinde eingerichtet wurden und aus zwei bis sechs Mitgliedern bestanden. Den Vorsitz führte der Schultheiß. Diese Register galten als lückenhaft. Hauptgrund war, dass sowohl Immobilienverkäufe als auch Hypothekenverträge auch ohne Eintrag in die Register wirksam waren. Eigentlich sollten die Register auch als Steuerkataster genutzt werden, aufgrund der Lückenhaftigkeit bestanden aber auch gesonderte Steuerkataster.
Die Stockbücher wurden im Herzogtum Hessen mit dem Gesetz betreffend die ‚behufs Eintrags dinglicher Rechte an Immobilien zu führenden öffentlichen Bücher‘ vom 15. Mai 1851 (sowie dem Gesetz betreffend das Pfandrecht und die Rangordnung der Gläübiger im Konkurse vom gleichen Tag) neu organisiert. Am 25. Februar 1852 wurde eine Verordnung über die Vollziehung dieses Gesetzes und am 31. Mai 1854 eine Instruktion für die Landoberschultheißen und Feldgerichte erlassen.
Die Stockbücher enthielten nun einheitlich eine Aufstellung aller Grundstücke mit Eigentümern und allen darauf lastenden Grundlasten. Um eine Vollständigkeit sicherzustellen, durften Änderungen in den Grundbüchern nur aufgrund öffentlicher Urkunden vorgenommen werden und ein Eigentumserwerb an Grundstücken war nur mit dem Eintrag im Stockbuch möglich. Die Stockbücher wurden in zwei Exemplaren geführt. Das Original führte der Landesoberschultheiß des jeweiligen Amtes, die Kopie wurde vom zuständigen Feldgericht geführt.
Das Stockbuch diente daneben als Steuerkataster. Entsprechend dieser Funktion wurden die Eigentümer nicht nach den Immobilien, sondern nach den Eigentümern organisiert. Zu den Stockbüchern bestehen Anlagen, die jahrgangsweise organisiert sind. Die Serie I enthält Eigentumsveräußerungen, die Serie II Eigentumsbeschränkungen.

## In Preußen
Nach der Annexion des Herzogtums Nassau durch Preußen 1866 blieben die Stockbücher weiter in Gebrauch. Aufgrund des preußischen Gesetzes vom 19. August 1895 wurde in dem Gebiet der bisherigen Freien Stadt Frankfurt und den ehemals Großherzoglich Hessischen und Landgräflich Hessischen Gebietsteilen der Provinz Hessen-Nassau die preußische Grundbuchordnung vom 5. Mai 1872 eingeführt. Das ehemalige Herzogtum Nassau war von dieser Maßnahme nicht betroffen. Erst mit der Einführung des Bürgerlichen Gesetzbuchs 1896 erfolgte eine reichweite Vereinheitlichung. Mit Verordnung vom 11. Dezember 1899 wurden die Stockbücher in Nassau durch die neu anzulegenden Grundbücher ersetzt. Bereits vorher war die Aufgabe der Führung der Stockbücher mit den Reichsjustizgesetzen 1879 auf die Amtsgerichte übergegangen.